# Anatole (serie animata)
Anatole è una serie televisiva a cartoni animati statunitense-canadese-francese ispirata ai libri di Eve Titus.

## Trama
Sposato e padre di sei topolini, Anatole è una sorta di ambasciatore tra la comunità dei topi ed il mondo umano. Nelle sue avventure vissute per le strade di Parigi, Anatole si fa portatore del valore della diversità in una moderna società multiculturale.

## Episodi
1. Avventura a Parigi
2. Topi di fogna
3. Il topo mannaro
4. L'artista
5. Il tranello
6. Pericolo sul villaggio
7. I topi volanti
8. Ladri di formaggio
9. Il fantasma del formaggio
10. Notte luminosa
11. Vita selvatica
12. Pericolo in vista
13. Il mistero di Notre Dame
14. La collana di perle
15. Trappola per topi
16. L'indovinello
17. La caccia al tartufo
18. Una lunga notte
19. I miserabili
20. Oltre il mare
21. Anatole e il gatto
22. Il mistero del fantasma danzante
23. Il paese del formaggio
24. Il prepotente
25. Paulette è in pericolo
26. Un topo speciale

## Doppiaggio
| Personaggio  | Doppiatore originale | Doppiatore italiano |
| ------------ | -------------------- | ------------------- |
| Anatole      |                      | Claudio Moneta      |
| Gaston       | William Colgate      | Pietro Ubaldi       |
| Doucette     |                      | Maddalena Vadacca   |
| Paul         |                      | Cinzia Massironi    |
| Paulette     | Alison Pill          | Anna Maria Tulli    |
| Claude       |                      | Irene Scalzo        |
| Claudette    |                      | Tosawi Piovani      |
| Georges      |                      | Patrizia Scianca    |
| Georgette    |                      | Lara Parmiani       |
| Sampiemousse |                      | Salvatore Landolina |